# Ficka

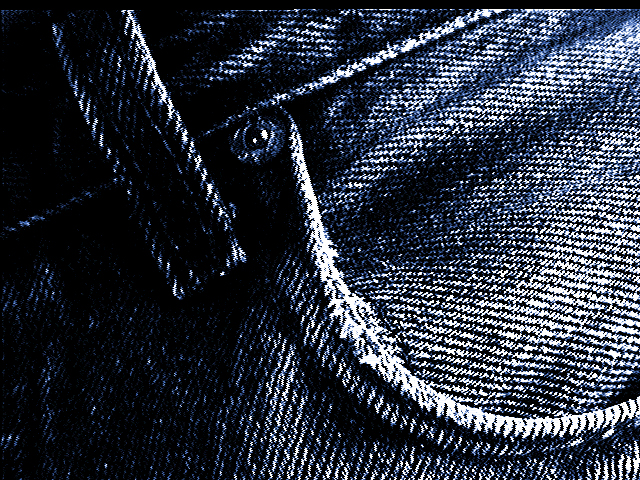
Öppningen till framficka på jeans

Ficka kallas ett påsformat förvaringsutrymme, ofta anbringad på kläder.

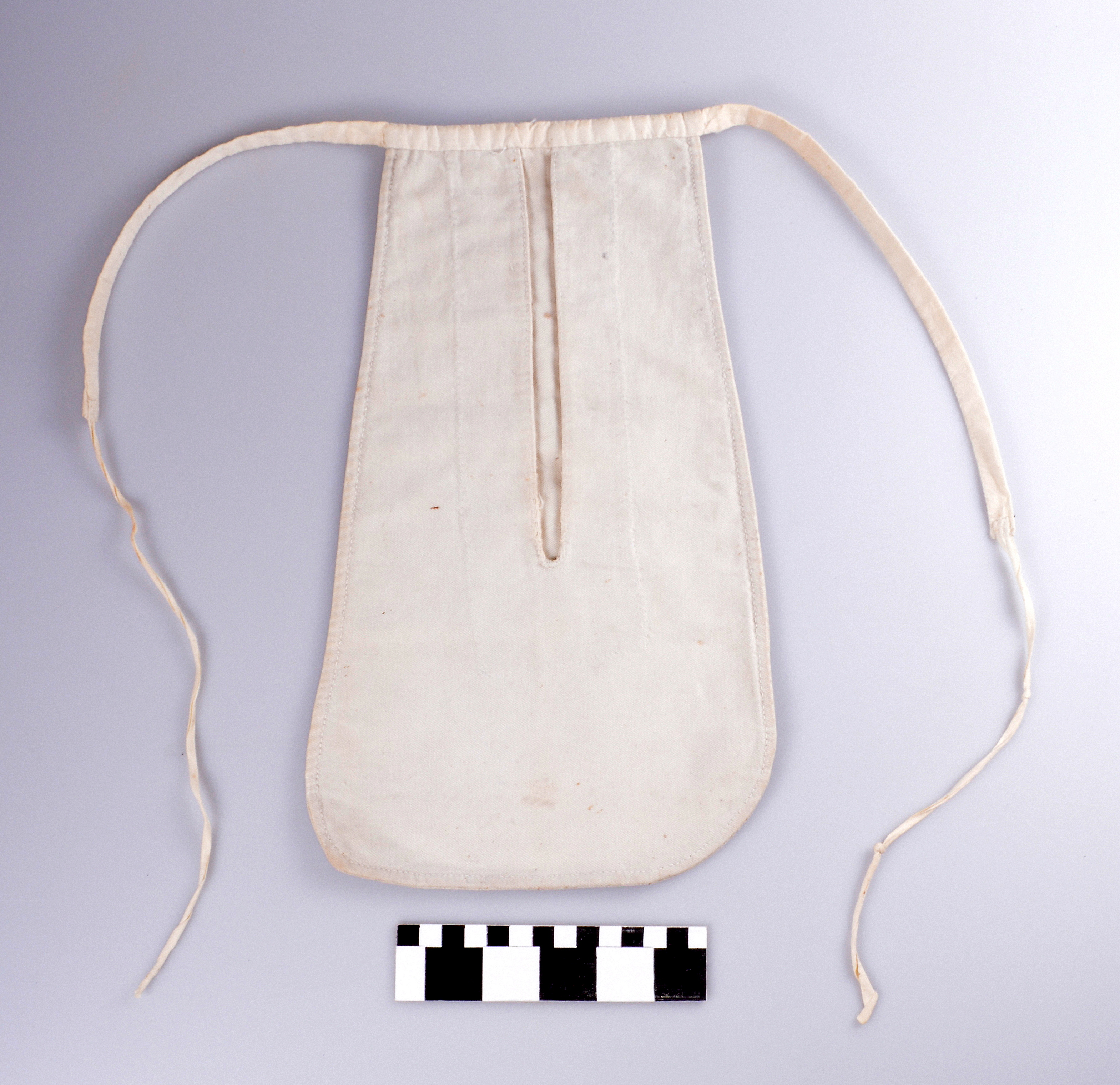
En ficka som kan knytas runt midjan

Fickan är ofta i tyg eller liknande material, som har en öppning upptill. Öppningen kan ibland förslutas med knappar eller dragkedjor. Ibland sitter fickan innanför plaggets yttertyg, såsom exempelvis framfickorna på de flesta jeans, medan de i andra fall är påsydda utanpå yttertyget, som bakfickorna på jeans brukar vara. En innerficka är en ficka som nås från insidan av plagget, sådana finns ofta i jackor och kavajer. Fickor kan också finnas på andra föremål, exempelvis på väskor och i plånböcker.
Under 1600-talet till slutet av 1800-talet var det vanligt för kvinnor att ha fickor som var separat från klänning och som sattas på genom att knyta ett band runt midjan. 
Fickornas utseende kan variera med modet och med plaggets tänkta användningsområde. På jeans har ofta olika fabrikanter olika mönster som de broderar på bakfickorna.
Med ordet ficka kan också avses urgröpningar eller mindre hålrum av annat slag. Om det i en undervattensgrotta eller ett sjunket skepp finns ett begränsat utrymme med luft, kan detta utrymme kallas luftficka. En annan betydelse är parkeringsficka, som avser ett begränsat utrymme mellan parkerade fordon.
Ordet "ficka" kommer från tyskan och är belagt i svenska språket sedan 1733.